# On s'est tous défilé
Pour plus de détails, voir Fiche technique et Distribution.
On s'est tous défilé est un court métrage documentaire français sur la mode réalisé par Jean-Luc Godard et sorti en 1988.
Il s'agit d'une commande d'un film publicitaire pour la nouvelle collection des couturiers Marithé + François Girbaud. Godard réalise alors un film expérimental où se succèdent des vidéos des passants dans les rues et des défilés de mannequins de mode, commentés par Godard. Le court-métrage se conclut par la phrase « Essentiellement l'œuvre d'art se suffit à l'opposé des ambitions et des intérêts ». 
À l'inverse de nombreuses autres commandes faites à Godard qui ont déçu comme Le Rapport Darty, les commanditaires ont été cette fois-ci satisfaits du résultat. Dans la même année, Marithé et François Girbaud chargent Godard de réaliser une série de 17 clips publicitaires d'environ 20 à 30 secondes chacun intitulé CLOSED. En 1990, ils lui commandent de nouveau une série de cinq clips d'environ 20 à 30 secondes intitulés Métamorphojean.
En 2006, la rétrospective sur Jean-Luc Godard au Centre Pompidou est l'occasion d'une diffusion de l'enregistrement du film sur Betacam restauré par Marithé et François Girbaud.

## Fiche technique
- Titre original : On s'est tous défilé[5]
- Réalisation, scénario et montage : Jean-Luc Godard
- Photographie : Caroline Champetier
- Son : François Musy
- Musique : Arthur Honegger, Sonny Rollins, Leonard Cohen, Wolfgang Amadeus Mozart, Barbra Streisand
- Société de production : Marithé + François Girbaud
- Pays de production :  France
- Langue originale : français
- Format : couleur
- Durée : 13 minutes
- Genre : documentaire
- Date de sortie :
  - France : 1988